# Du blir du jag blir jag
Du blir du jag blir jag är ett studioalbum från 2001 av Niklas Strömstedt. Det placerade sig som högst på fjärde plats på den svenska albumlistan.

## Låtlista
1. Med nyförälskad hand - 3:53
2. Vakta min ensamhet - 3:35
3. Röd som blod - 3:51
4. Min värld - 4:08
5. Pojkarna från tystnaden - 3:56
6. 40+ - 3:46
7. Guldtand - 1:54
8. Här (Här är jag) - 4:38
9. Den vackraste kyss nyss kysst - 3:24
10. Väck oss i vår - 3:39
11. Det bästa jag gjort - 4:05
12. Hur många dagar - 4:23

## Listplaceringar
| Lista (2001) | Topplacering |
| ------------ | ------------ |
| Sverige      | 4            |